# British Standard Whitworth
In 1841 ontwierp Joseph Whitworth de eerste gestandaardiseerde schroefdraad. Nadat deze schroefdraad werd overgenomen door de Britse spoorwegmaatschappijen, die tot dan toe verschillende uitvoeringen gebruikten voor schroefdraad, werd deze in Engeland spoedig algemeen geaccepteerd. Later werd deze verheven tot Britse Standaard onder de naam "British Standard Whitworth", afgekort tot BSW.